# Antonio González-Barros
Antonio González-Barros (Palamós, 1961) és fundador i president d'Intercom des del 1995. Grupo Intercom és la companyia espanyola amb més negocis creats a la Xarxa a Espanya, amb mig centenar de projectes llançats i més de vint participats minoritàriament. Especialitzats en classificats, alguns dels seus portals són Bodas.net, Emagister, Softonic. En el cas d'InfoJobs, Neurona o Niumba, creats per Grupo Intercom, han estat venuts i ja no formen part del seu porta-foli, per tant són ‘èxits', terme que s'utilitza en el sector per parlar de vendes de negocis. L'any 2000 tenia 15 treballadors, però el 2015 supera el miler repartits en 13 països, amb una audiència mensual de 150 milions d'usuaris únics i una facturació de prop de 90 milions anuals. González-Barros va començar en els negocis a Internet el 1995, amb un grup de 22 amics que van aportar entre tots 10 milions de pessetes per fundar una empresa de connexió a Internet.